# Хе Чжичжан
Хе Чжичжан (贺知章, 659 —744) — китайський поет та державний службовець часів династії Тан.

## Життєпис
Народився 659 року у м. Юнсін в Юечжоу (повіт Сушань сучасної провінції Чжецзян). У правління імператриці У Цзетянь, у 695 році склав державні іспити на ступінь цзіньши. Разом з поетом Чжан Юе склав «Шість відомств» — один з відомих пам'ятників адміністративного кодексу династії Тан. У 710 році імператор Жуй-цзун призначає Хе заступником голови Відомства обрядів. За імператора Сюань-цзуна перебував на невисоких канцелярських посадах по відомству обрядів, згодом призначається доглядачем імператорських бібліотек. У 744 році залишив службу і повернувся в село, щоб стати даоським відлюдником. Помер того ж року.

## Творчість
Вважається одним з найбільших поетів початку епохи Тан. До нашого часу збереглося близько 20 віршів, з яких найбільш прославлені чотиривірші. Найвідоміші поеми «Повернення додому» та «Оспівую вербу».